# Região Metropolitana do Vale do México
A Região Metropolitana do Vale do México (em espanhol: Zona Metropolitana del Valle de México), é a mais populosa região metropolitana do México, formada pela Cidade do México e 41 municípios conurbados, um deles do estado vizinho de Hidalgo, e o restantes do estado do México. Com uma população estimada em 2010 em 21,5 milhões de habitantes, é a segunda região metropolitana mais populosa das Américas, e a 5ª mais populosa do mundo, superada somente pelas aglomerações urbanas de Tóquio, no Japão, de São Paulo, no Brasil, Délhi, na Índia, e de Seul, na Coreia do Sul.

## A definição de região metropolitana
Desde da década de 1940, antes da crescente conurbação na região, se haviam proposto a definição e estabelecimento dos limites. Algumas das propostas desde então seriam a base para os programas de abatimento da contaminação ambiental da década de 1980. Contudo, nenhuma destas definições eram universais e não se haviam criado nenhuma comissão para que os projetos fossem administrados de maneira conjunta pelas diversas entidades e municipalidades que formavam a área metropolitana.
Em 22 de dezembro de 2005 o governo do então Distrito Federal e do estado do México concordaram em estabelecer uma definição oficial da região metropolitana. Segundo esta definição, a região metropolitana estava formada pelas então 16 delegações do Distrito Federal, por 40 municípios do estado do México e um do estado de Hidalgo. Também se concordou que a maior parte dos planos urbanísticos seriam administrados por comissões metropolitanas.

## Localidades integrantes da região metropolitana
A Região Metropolitana do Vale do México está formada por:

### 16 demarcações da Cidade do México
| - Álvaro Obregón - Azcapotzalco - Benito Juárez - Coyoacán | - Cuajimalpa de Morelos - Cuauhtémoc - Gustavo A. Madero - Iztacalco | - Iztapalapa - La Magdalena Contreras - Miguel Hidalgo - Milpa Alta | - Tláhuac - Tlalpan - Venustiano Carranza - Xochimilco |

### 59 municípios do estado do México
| - Acolman - Amecameca - Apaxco - Atenco - Atizapán de Zaragoza - Atlautla - Axapusco - Ayapango - Chalco - Chiautla - Chicoloapan - Chiconcuac - Chimalhuacán - Coacalco de Berriozábal - Cocotitlán | - Coyotepec - Cuautitlán - Cuautitlán Izcalli - Ecatepec de Morelos - Ecatzingo - Huehuetoca - Hueypoxtla - Huixquilucan - Isidro Fabela - Ixtapaluca - Jaltenco - Jilotzingo - Juchitepec - La Paz - Melchor Ocampo | - Naucalpan de Juárez - Nextlalpan - Nezahualcóyotl - Nicolás Romero - Nopaltepec - Otumba - Ozumba - Papalotla - San Martín de las Pirámides - Tecámac - Temamatla - Temascalapa - Tenango del Aire - Teoloyucan - Teotihuacán | - Tepetlaoxtoc - Tepetlixpa - Tepotzotlán - Tequixquiac - Texcoco - Tezoyuca - Tlalmanalco - Tlalnepantla de Baz - Tonanitla - Tultepec - Tultitlán - Valle de Chalco Solidaridad - Villa del Carbón - Zumpango |

### 1 município do estado de Hidalgo
- Tizayuca

## Localidades mais populosas da RMVM

Mapa da Região Metropolitana do Vale do México.

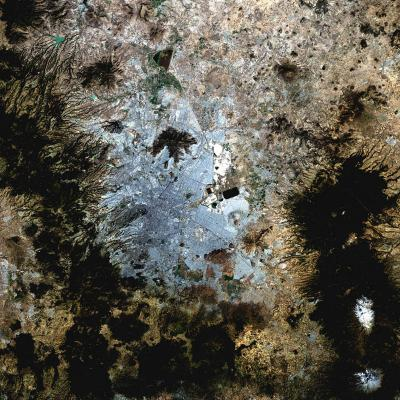
Imagem de satélite da Região Metropolitana do Vale do México

As seguir são as localidades mais populosas da Região Metropolitana do Vale do México (de acordo com o censo 2005 do INEGI):
- Cidade do México, com 8.720.91 habitantes;
- Ecatepec de Morelos, com 1.688.258 habitantes;
- Nezahualcóyotl, com 1.140.528 habitantes;
- Naucalpan, com 821.442 habitantes;
- Tlalnepantla de Baz, com 683.808 habitantes;
- Chimalhuacán, com 525.389 habitantes;
- Cuautitlán Izcalli, com 498.021 habitantes;
- Tultitlán, com 472 867 habitantes;
- Atizapán de Zaragoza, com 472.526 habitantes;

## A Região Metropolitana do Vale do México
A definição anterior da Região Metropolitana do Vale do México é uma definição positiva, isto é, todos os municípios cumprem com a maior parte dos requisitos estabelecidos pela comissão e pelo Conapo para ser considerados como parte da área metropolitana, alguns dos municípios não são plenamente adjacentes a conurbação. Em câmbio, se crê numa definição normativa, denominada Região Metropolitana do Vale do México (RMVM), baseada no prodinóstico de crecimiento da mancha urbana, esta a decidir, incluindo os 18 municípios que hoje em día não são parte da conurbação, mas que são considerados como estratégicos e que seriam integrados no futuro:
| - Amecameca - Apaxco - Atlautla - Axapusco | - Ayapango - Ecatzingo - Hueypoxtla - Isidro Fabela | - Jilotzingo - Juchitepec - Nopaltepec - Otumba | - Ozumba - Temascalapa - Tenango del Aire - Tepetlixpa - Villa del Carbón |

A RMVM, quando forma uma só conurbação, estará integrada pelos 16 municípios da Cidade do México, 58 municípios do estado do México e 1 município do estado de Hidalgo.

## Problemas urbanos ocasionados pelos planos futuros de conurbação

### Caso San Salvador Atenco
Em 2001, o Governo Federal mexicano pretendeu construir o novo Aeroporto Internacional da Cidade do México, mas os habitantes o impediram mediante um movimento de resistência civil que obrigou ao governo a suspender definitivamente a construção. Este mostrou a insatisfação da população sobre a oferta realizada pelos distintos níveis de governo.
Em 3 de maio de 2006 o governo estatal e municipal impediu que um grupo de oito vendedores de flores se reinstalarem em uma das ruas principais. Os floricultores pediram o apoio da Frente de Povos em Defensa da Terra do povo de Atenco com uma brutal repressão. Ao dia seguinte a Agência de Segurança Estatal ingressou para tomar controle da situação e deteve as 211 pessoas que deixou 2 mortos, muitos feridos, vexados e torturados, e até a data, 12 presos políticos.
A partir de 17 de fevereiro de 2009 o Comitê Liberdade e Justiça para Atenco lançou a Campanha Nacional e Internacional Liberdade e Justiça para Atenco iniciativa civil e pacífica com a participação de varias personalidades de diversos âmbitos: escritores, artistas, organizações civis e de direitos humanos assim como cidadãos.